# Discustetra
De discustetra (Brachychalcinus orbicularis) is een straalvinnige vissensoort uit de familie van de karperzalmen (Characidae). De wetenschappelijke naam van de soort is voor het eerst geldig gepubliceerd in 1850 door Valenciennes.
Deze zoetwatervis is een omnivoor, maar heeft een voorkeur voor zachte planten. Het is een rustige vis die aquaria in scholen gehouden kan worden. De vis komt voor in de rivieren van Suriname en Guyana. Het is een vis van sterk stromend water die bij stroomversnellingen voorkomt. Toch is hij in een aquarium met stilstaad water goed te houden.